# Nelson Vargas
Nelson Vargas (Distrito Federal, 7 de mayo de 1942) es un promotor del deporte y empresario que ha trabajado a nivel federal en la infraestructura del deporte como un instrumento de integración social.

## Biografía
En 1958, a los 16 años de edad,  mientras estudiaba en la Escuela Nacional de Educación Física (ENEF) trabajó en la enseñanza de natación a niños en el deportivo Vanguardias, obteniendo en el año de 1976 su título como Profesor en Educación Física. Desde entonces, fue jugador de distintos deportes como baloncesto, fútbol americano y natación en la Escuela Superior de Educación Física, especializándose posteriormente como entrenador de natación, durante más de 25 años.
En el año 2007 su hija Silvia Vargas fue secuestrada y asesinada; después de siete años, el 27 de septiembre del 2014, se logró el juicio contra los culpables.

## Promoción del deporte
Entre los años de 1981 y 1984 trabajó en los programas de la Federación Mexicana de Natación y las guías didácticas de natación del IMSS, además ayudó en la estructuración del Programa Nacional de Desarrollo del Deporte.
Fue galardonado por su trabajo como entrenador del equipo femenil de natación y también participó como entrenador nacional titular, de natación, del Centro Deportivo Olímpico Mexicano.
Ha sido cronista y reportero en los Juegos Olímpicos de Seúl 1988 y en los Juegos Olímpicos de Barcelona 1992, además de creador y fundador de varias escuelas de natación que llevan su mismo nombre.

## Principales cargos
- Miembro de la Federación Internacional de Educación Física.
- Jefe de la Delegación Mexicana a los XI Campeonatos Centroamericanos Infantiles y Juveniles de Natación (Venezuela).
- Director general de Desarrollo del Deporte de la Secretaría de Educación Pública.
- Presidente de la Comisión Nacional del Deporte (Conade).
- Presidente de la Federación Mexicana de Natación.